# Campsicnemus pusillus
Campsicnemus pusillus är en tvåvingeart som först beskrevs av Johann Wilhelm Meigen 1824.  Campsicnemus pusillus ingår i släktet Campsicnemus och familjen styltflugor. Arten är reproducerande i Sverige. Inga underarter finns listade i Catalogue of Life.